# Stanice metra pražského typu

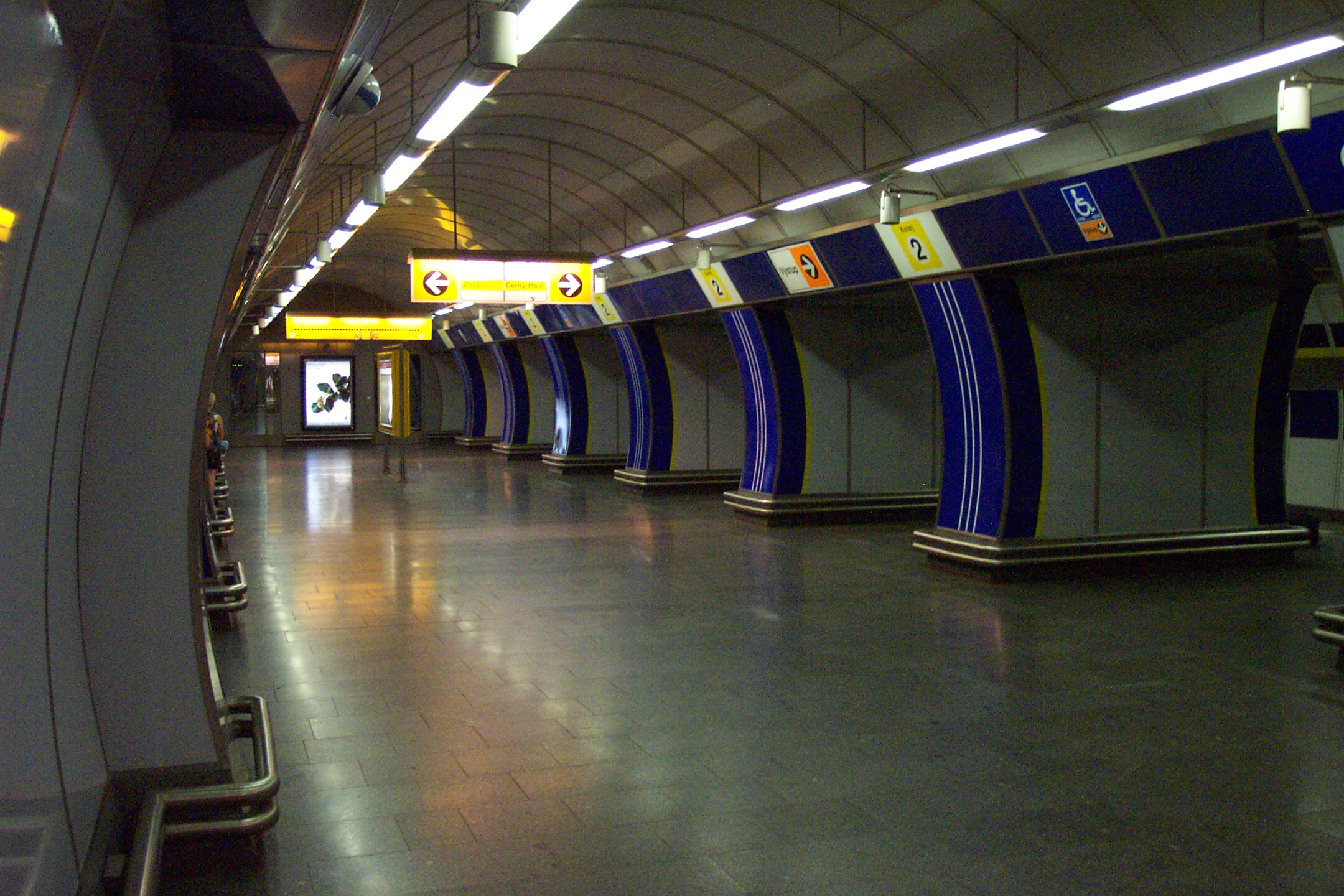
Stanice metra Kolbenova, otevřená v roce 2001

Stanice metra pražského typu je taková stanice podzemní dráhy, která byla postavena podle specifikací, použitých při výstavbě úseku metra I.B v Praze na začátku 80. let 20. století.
Jednalo se o zdokonalení trojlodní ražené pilířové konstrukce stanice v mnoha ohledech. Zmenšeny byly v mnohém pilíře; jsou tenčí a tak bylo možné umístit do stanice více prostupů (a tudíž zlepšit tok cestujících mezi jednotlivými loděmi). Pilíře stanice jsou tvořeny dvěma částmi stejného tvaru (hranoly lichoběžníkového bokorysu) postavenými užším vrcholem na sebe. I samotné lodě se k sobě více přiblížily; mají mezi sebou pouhých 25 m místa. Snížila se tak osová vzdálenost (v porovnání s předchozími stanicemi, například na úseku I.A a jinými, budovanými podle sovětských technologií), stanice pražského typu má tedy nástupiště užší. Na ostění se používá betonových dílců a nikoliv litinových tybinků, jako je tomu u stanic podzemních drah sovětského typu běžné.
S výstavbou těchto stanic se pokračovalo ještě v druhé polovině let osmdesátých (III.B) a v 90. letech (IV.B).
V roce 2015 byla otevřena stanice Nádraží Veleslavín, stavěná v Praze unikátní metodou, ačkoliv na první pohled může připomínat stanice stavěné nebo projektované za komunistického režimu. Západní část stanice s eskalátory a technickým zázemím je hloubená, nástupní prostory jsou ražené NRTM. Podobným způsobem, jenom s raženým eskalátorovým tunelem a technickou částí, se uvažuje stavět stanici Náměstí Bratří Synků na trase D.